# Bocainella minima
Bocainella minima är en skalbaggsart som beskrevs av Monné M. L. och Monné M. A. 2008. Bocainella minima ingår i släktet Bocainella och familjen långhorningar. Inga underarter finns listade.